# Dean Barrow

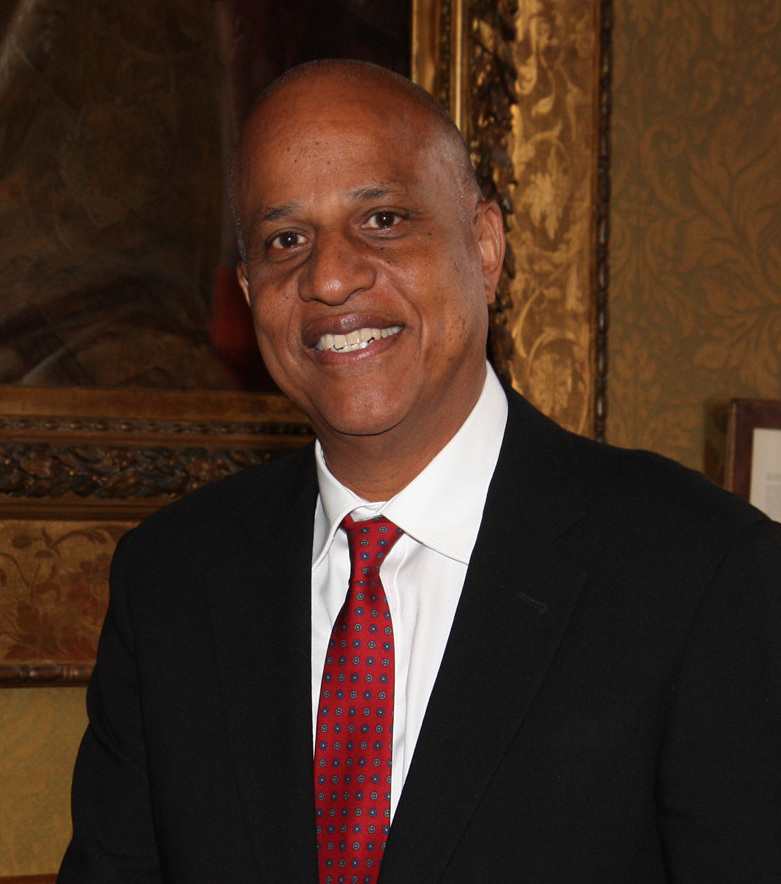
Dean Barrow (2013)

Dean Oliver Barrow (* 2. März 1951) ist ein belizischer Anwalt und Politiker. Von Februar 2008 bis November 2020 war er Premierminister von Belize.

## Leben
Seine Politikerkarriere startete Barrow im Jahr 1983, als er für den Stadtrat von Belize City kandidierte und die Wahl gewann. Bei den Generalwahlen 1984 konnte er Ralph Fonseca schlagen und wurde daraufhin Außenminister und Generalstaatsanwalt. Von 1993 bis 1998 war Barrow erneut Außenminister des Landes. Danach wurde er im Jahr 1998 Vorsitzender der United Democratic Party und damit Oppositionsführer – bei der Wahlniederlage seiner Partei konnten in diesem Jahr nur drei Sitze im Parlament erreicht werden.

## Premierminister
Bei den Parlamentswahlen vom 7. Februar 2008 erreichte die UDP einen Erdrutschsieg, mit 25 von 31 Sitzen. Barrow wurde am 8. Februar 2008 als Premierminister vereidigt. Er war damit der erste farbige Premierminister des kleinen Landes. Sein Kabinett, in dem er als Finanzminister in Personalunion arbeitete, wurde am 11. Februar eingesetzt.
Die UDP gewann auch die Wahlen 2012 und 2015, jedoch mit deutlich weniger Abstand. Dies ermöglichte Barrow zwei weitere Amtszeiten als Premierminister. Bei der Wahl 2020 trat er aus gesundheitlichen Gründen nicht erneut als Kandidat seiner Partei an.

## Familie
Der Sohn von Dean Barrow ist der Rapper Shyne, der 1978 als Jamal Barrow geboren wurde.